# Legea talionului
Legea talionului, una dintre cele mai vechi legi existente, consta în justa reciprocitate a crimei și a pedepsei. Această lege este deseori simbolizată prin expresia „Ochi pentru ochi, dinte pentru dinte”.
Ea caracterizează o stare intermediară a justiției penale între sistemul vendettei și recurgerea la un judecător, ca un al treilea, imparțial și dezinteresat.

## Etimologie
Cuvântul talion își are originea în limba latină clasică, unde talio, cu genitivul talionis, înseamnă „la fel”, „similar”, „asemenea”, din care s-a format, în latina medievală, expresia Lex talionis La rândul său, cuvântul talis, talionis este un derivat al cuvântului latin talis, „de acest fel”, „de asemenea fel”, „astfel de”, „așa”.

## Descriere

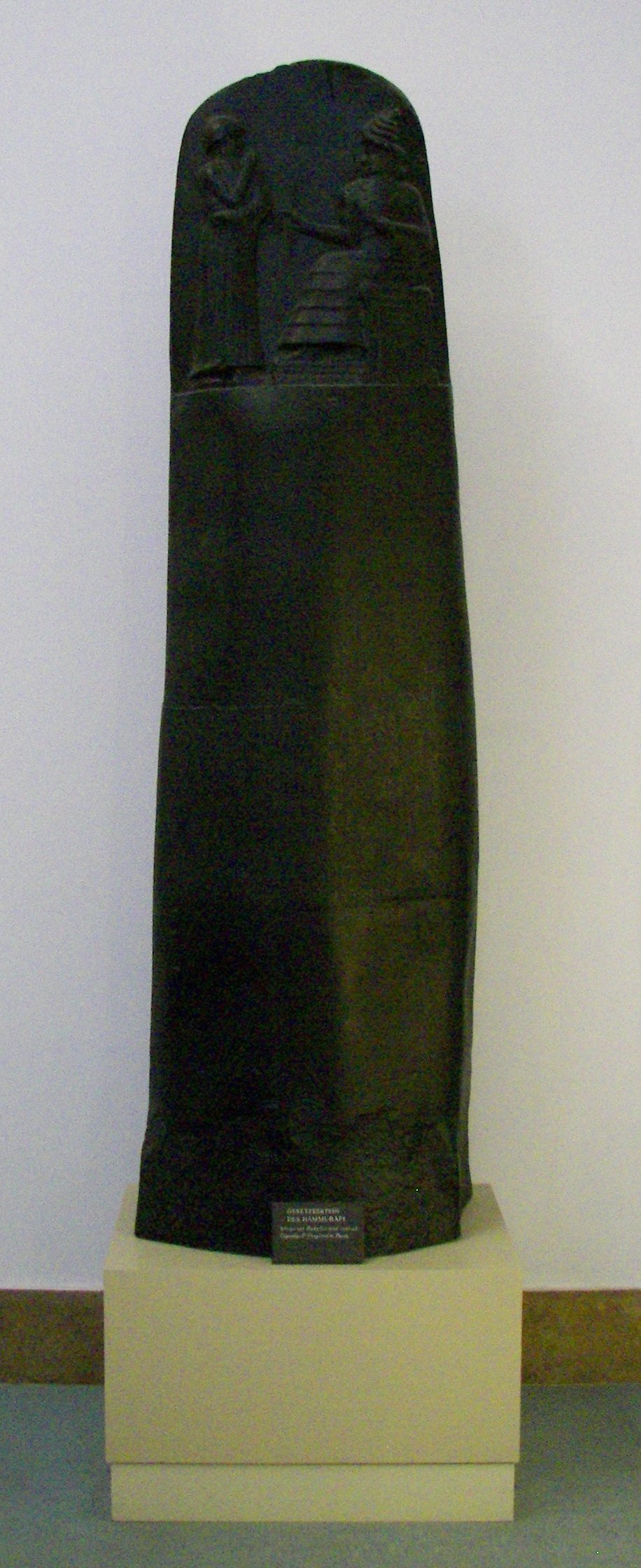
Stela Codului lui Hammurabi, pe care este gravat codul cu același nume
(Muzeul Pergamon, Berlin)

Legea talionului a fost o lege penală la unele popoare din vechime, potrivit căreia vinovatul era tratat în același chip în care a procedat, sau a vrut să procedeze, cu victima sa, adică inculpatului i se aplică o pedeapsă identică sau similară cu răul săvârșit de el.
Legea talionului, cunoscută și ca „ochi pentru ochi, dinte pentru dinte”, ne este cunoscută din legea justiției mozaice, descrisă în Vechiul Testament, unde apare de trei ori și este considerată ca o lege a reciprocității și a corespondenței. Prima dată apare în Cartea Exodului (Ex. 21:23-25), când Moise le-a poruncit israeliților: „Iar de va fi și altă vătămare, atunci să plătească suflet pentru suflet, ochi pentru ochi, dinte pentru dinte, mână pentru mână, picior pentru picior, arsură pentru arsură, rană pentru rană, vânatăie pentru vânătaie”. A doua oară, apare în Levitic (Lev. 24:19-21), unde se mai adaugă regula: "Cel ce va ucide un dobitoc să dea altul; iar cel ce va ucide un om să fie omorât". Apoi, mai apare în  Deuteronom 19:16, 18, 19 și 21: „De se va ridica asupra cuiva martor nedrept, învinuindu-l de nelegiuire... și, dacă martorul acela va fi martor mincinos... să-i faceți ceea ce voise să facă el fratelui său. Și așa să stârpești răul... Să nu-l cruțe ochiul tău, ci să ceri suflet pentru suflet, ochi pentru ochi, dinte pentru dinte, mână pentru mână, picior pentru picior. Cu răul pe care îl va face cineva aproapelui său, cu acela trebuie să i se plătească”. 
De fapt, această lege a reciprocității și a corespondenței era cunoscută cu mult înainte de scrierea Bibliei. Cea mai veche mărturie în acest sens este Codul lui Hammurabi (1792-1749 i.e.n.), unde legea talionului avea mai multe forme: dinte pentru dinte, vânătaie pentru vânătaie, picior pentru picior, mână pentru mână, os pentru os, ochi pentru ochi.
Deși astăzi pare de o cruzime inimaginabilă, Legea talionului reprezenta la vremea ei un adevărat progres în comparație cu practicile anterioare. Hammurabi a instituit talionul cu scopul de a stăvili o reminiscență foarte periculoasă a comunității gentilice, și anume răzbunarea sîngelui. În virtutea legii talionului, victima sau rudele ei nu mai puteau pricinui infractorului un rău mai mare decât fapta comisă de către acesta.
Abia Carol cel Mare, când a legiferat pedeapsa Wergeld, a înlocuit răzbunarea privată, constând revanșa prin sânge, cu o reparație în bani sau bunuri.